# Senhora Dona do Baile
Senhora Dona do Baile é um livro de memórias da escritora brasileira Zélia Gattai.
É um relato dos anos de exílio que Zélia e Jorge Amado passaram na Europa.